# Pötting
Pötting település Ausztriában, Felső-Ausztria tartományban, a Grieskircheni járásban, területe 7,4 km².

## Fekvése
Tengerszint feletti magassága 381 méter. Pötting Peuerbach, Michaelnbach, Tollet, Taufkirchen an der Trattnach és Kallham településekkel határos.

## Népesség
Lakosainak száma 541 fő (2018. január 1.).